# Los Chicos de Andalucía
Los Chicos de Andalucía è una raccolta di Cristiano Malgioglio pubblicata nel 1993 dalla BCN Records.

## Tracce
1. Los Chicos de Andalucía (C. Malgioglio, C. Castellari, W. Molco)
2. Belle époque (C. Malgioglio, A. Tagliapietra)
3. Mascara (C. Malgioglio, M. Chieregato)
4. No te olvides de mi (C. Malgioglio, M. Sullivan, P. Massadas)
5. Triángulo (C. Malgioglio, S. Hoffman)
6. La carta (C. Malgioglio, C. Castellari, Dimitri)
7. Escuchando a Isabel Pantoja (C. Malgioglio, M. Chieregato)
8. Una historia amarillenta (C. Malgioglio, E. Belmonte, L. Caccavo)
9. Me mandas rosas (C. Malgioglio, Agepê, Canário)
10. Mañana si me quieres (C. Malgioglio, Wando)
11. Ruego a Dios que no me veas así (C. Malgioglio, A. Tarney, L. Sayer)
12. Llámame cuando quieras (C. Malgioglio, E. Belmonte, L. Caccavo)
13. Verano (C. Malgioglio, Umberto Balsamo)